# Quasi-Park Narodowy Echizen-Kaga Kaigan
Quasi-Park Narodowy Echizen-Kaga Kaigan (jap. 越前加賀海岸国定公園 Echizen Kaga Kaigan Kokutei Kōen) – quasi-park narodowy w regionie Chūbu na Honsiu w Japonii.
Park obejmuje tereny na wybrzeżu Morza Japońskiego, usytuowane w prefekturach: Ishikawa i Fukui, o łącznym obszarze 205,2 km². Na terenie parku znajdują m.in.: skały Tōjinbō, jezioro Kitagata-ko, staw Katano-Kamo-ike, latarnia morska na przylądku Echizen-misaki.
Park jest klasyfikowany jako chroniący obszar dzikiej przyrody (kategoria Ib) według Międzynarodowej Unii Ochrony Przyrody. 
Obszar ten został wyznaczony jako quasi-park narodowy 1 maja 1968. Podobnie jak wszystkie quasi-parki narodowe w Japonii, jest zarządzany przez samorząd lokalny prefektury.